# Anti Werkloosheid Partij
De Anti Werkloosheid Partij (AWP) was een Nederlandse politieke partij. 
De partij werd in 1989 opgericht door en voor langdurig werklozen met drie doelstellingen: de herverdeling van arbeid, gratis openbaar vervoer, en democratisering op staatkundig gebied. De partij was een voorstander van een gekozen burgemeester en premier.
De partij stond op lijst 14 bij de Tweede Kamerverkiezingen in 1989 en behaalde 0,02% van de stemmen, niet genoeg voor één zetel. De lijsttrekker van de partij was Albert Wissink.